# 天原聖海
天原 聖海（あまはら きよみ、1978年 -）は、日本の男性小説家、推理作家。

## 経歴・人物
2008年、『ファイナリスト/M』で第3回講談社BOX新人賞“流水大賞”優秀賞を受賞。2009年4月、受賞作の単行本刊行に先駆けて講談社発行の文芸雑誌『パンドラ』に掲載された、「アンティパスト/L」でデビューした。
2013年の第5回角川春樹小説賞で投稿作「TYRANT」が、第25回日本ファンタジーノベル大賞で投稿作「アカシック・ミュージアム」が最終候補作となっている。

## 作品リスト
単行本
- ファイナリスト/M （講談社BOX、2009年5月、ISBN 978-4-06-283707-1）（イラスト：西村キヌ）
- ジャッジメント/Q （講談社BOX、2011年4月、ISBN 978-4-06-283772-9）（イラスト：西村キヌ）
- 翼姫 closed summer closed sky （講談社BOX、2012年1月、ISBN 978-4-06-283793-4）（イラスト：em）

その他短編
- アンティパスト/L（『パンドラ』Vol.3、講談社、2009年4月）（イラスト：西村キヌ） - 『ファイナリスト/M』の前日談。
- 有名彫刻家の最新作（『KOBO』Vol.5、講談社、2009年6月）